# 늘푸른도서관
늘푸른도서관은 전북특별자치도 군산시에 있는 공립 도서관이다.

## 연혁
- 2013년 3월 6일 개관.